# Erchembajaryn Dawaaczimeg
Erchembajaryn Dawaaczimeg (mong. Эрхэмбаярын Даваачимэг; ur. 22 marca 1993) – mongolska zapaśniczka walcząca w stylu wolnym. Brązowa medalistka mistrzostw świata w 2021; piąta w 2022 roku. 
Piąta na igrzyskach azjatyckich w 2022. Wicemistrzyni Azji w 2020 i brązowa w 2017 i 2018. Akademicka wicemistrzyni świata w 2012. Trzecia w Pucharze Świata w 2018 i 2022; siódma w 2013. Mistrzyni świata juniorów w 2012, a trzecia w 2013 roku.